# Villa San Alberto (Buenos Aires)
Villa San Alberto es un paraje argentino ubicado en el norte de la provincia de Buenos Aires, a 13 km de la localidad de San Andrés de Giles y a 119 km de la Ciudad Autónoma de Buenos Aires.

## Geografía
Se puede acceder a Villa San Alberto a través de la Ruta nacional 7.

## Historia
En el año 1943, el primer dueño tenía la idea de fundarlo, pero un entramado de la ruta 7 lo hizo dar marcha atrás. El tiempo pasó y los 99 lotes que ya tenían escritura quedaron en el olvido. Años más adelante, cerca del 2007, un joven emprendedor llegó al viejo almacén del lugar, una de las pocas cosas que había hasta el momento. Horas más tarde, Vanesa Cappelletti, Loris Giazzon y sus hijos, Camila y Santino, emprendieron una aventura que les iba a cambiar la vida.
Pudieron vender la remisería para darles paso a sus sueños. Gracias a esa venta, pudieron comprar unos terrenos en cómodas cuotas. El lote contaba con alrededor de 9 hectáreas, sobre el kilómetro 114.
Al momento de ir a buscar las escrituras en el último pago, el hijo del dueño original les confesó un secreto: no habían comprado un terreno, habían comprado un proyecto de pueblo.